# Thanh Lương (phường)
Thanh Lương là một phường thuộc quận Hai Bà Trưng, thành phố Hà Nội, Việt Nam.
Phường Thanh Lương có diện tích 1,62 km², dân số năm 2022 là 23.038 người, mật độ dân số đạt 14.220 người/km².